# Giv'at Pu'a
Giv'at Pu'a (hebrejsky: גבעת פועה) je vrch o nadmořské výšce 648 metrů v jižním Izraeli, v pohoří Harej Ejlat.
Nachází se cca 12 kilometrů severně od města Ejlat a cca 5 kilometrů východně od mezistátní hranice mezi Izraelem a Egyptem. Má podobu výrazného odlesněného skalního masivu, jehož svahy na všechny strany prudce spadají do hlubokých údolí, jimiž protékají vádí. Na západní straně je to vádí Nachal Racham, na jihovýchodě terén klesá prudce do Nachal Amram, na východě do Nachal Cfunot. Krajina v okolí hory je členěna četnými skalnatými vrchy jako Micpe Amram na jihu nebo Giv'at Amram na východě. Hora je turisticky využívaná. Prochází tudy Izraelská stezka.